# 21 Vulpeculae
21 Vulpeculae, som är stjärnans Flamsteed-beteckning, är en ensam stjärna belägen i den norra delen av stjärnbilden Räven, som också har variabelbeteckningen NU Vulpeculae. Den har en högsta skenbar magnitud på ca 5,19 och är svagt synlig för blotta ögat där ljusföroreningar ej förekommer. Baserat på parallaxmätning inom Hipparcosuppdraget på ca 11,0 mas, beräknas den befinna sig på ett avstånd på ca 297 ljusår (ca 91 parsek) från solen. Den rör sig bort från solen med en heliocentrisk radialhastighet av ca 7 km/s.

## Egenskaper
21 Vulpeculae är en blå till vit underjättestjärna  av spektralklass A7 IVe, där 'n'-suffixet anger "diffusa" linjer i stjärnans spektrum på grund av snabb rotation. Luminositetsklassen IV antyder att stjärnan har förbrukat förrådet av väte i dess kärna och utvecklas bort från huvudserien. Det råder dock viss oenighet om stjärnans spektralklass då Slettebak (1982) klassificerade den som en A5 IV-skalstjärna vilket delades av Hauck & Jaschek (2000), medan Abt & Morrell (1995) listade den med klass A5 Vn, vilket anger en snabbt roterande huvudseriestjärna av spektraltyp A. Den har en massa som är ca 1,6 solmassor, en radie som är ca 1,5 solradier och utsänder ca 67 gånger mera energi än solen från dess fotosfär vid en effektiv temperatur på ca 7 700 K.
Dess snabba rotation med en projicerad rotationshastighet av 222 km/s ger stjärnan en något tillplattad form med en ekvatorialradie som uppskattas var 16 procent större än polarradien. Observationer sedan 1997 tyder på att 21 Vulpeculae har en omkretsande skiva av gasformigt material som dock är för ekvatoriellt begränsad för att göra den till en skalstjärna. Styrkan hos spektrallinjerna från skivan har minskat över tiden.
21 Vulpeculae är en pulserande variabel av Delta Scuti-typ (DSCTC), som har visuell magnitud +5,36 och varierar med 0,05 magnituder utan någon helt fastställd periodicitet, men med en dominerande pulsationsperiod på 0,1881 dygn och en amplitud på 0,016 i magnitud.